# ОШ „Светозар Милетић” Земун
ОШ „Светозар Милетић“ је основна школа у Београду. Налази се у улици Немањина 25, у општини Земун. 
ОШ „Светозар Милетић“ је једна од најстаријих школа у Србији. Школа је наставила традицију прве земунске школе која почетак везује за 1728. годину. Током дугогодишњег постојања школа је мењала називе да би од 1952. године добила садашње име „Светозар Милетић“. Школа се налази у Старом језгру Земуна и представља споменик културе.

## Историјат
ОШ „Светозар Милетић“ наставља традицију школе основане из давне 1728. године. Тада су образовани монаси на месту данашњег Великог трга број 4, основали прву школу на овим просторима, познату као Немачка школа, јер се настава изводила искључиво на немачком језику.
Први учитељ био је Тома Хертег. Школа мења име у Градска, а касније у Главна школа. Њени ученици су били Срби, Хрвати, Грци и Јевреји. Укупно је било 68 деце, од тога 35 дечака и 25 девојчица. Међу ученицима ове троразредне школе био је и будући песник Бранко Радичевић. Од 1876. године школа мења име у Општа нижа пучка дечачка школа.
Зграда у којој се школа данас налази је почела са изградњом 1913. године. Грађена је према пројектима угледних архитеката тог времена, Виктора Ковачића и Хуга Ерлиха. Њихово идејно решење, у данашњи споменик културе, претворили су земунски градитељи и занатски мајстори Јосип Краус и Јосип Цимерман. Архитектонска композиција је у духу постсецесије осим два улаза с одликама неокласицизма. Она у целини, укључујући високи двогуби кров и латерну са сатом, представља значајно дело модерне архитектуре у проширеном језгру старог Земуна. Зграда је завршена лета 1914. године.
За време оба светска рата, просторије школе су служиле окупатору као болнице.
Спајањем ниже пучке Дечачке школе и Девојачке пучке школе 1925. године школа добија име Државна основна обосполна школа. Ову школу похађало је 400 ученика, а број запослених учитеља је 13. При школи се оснива Прво Соколско спортско друштво, претеча многих спортова у Земуну. У оквиру школе 1930. године почиње са радом и прво земунско забавиште. Школа 1930. године мења име Краљевић Томислав.
По завршетку Другог светског рата школа добија назив Школа четвртог рејона. Спајањем Земуна и Београда добија назив ОШ Број 36. Број ученика 1946. године је био 603 а били су распоређени у 12 одељења.
Данашње име, ОШ „Светозар Милетић“ добија 1952. године. Светозар Милетић је био доктор права, просветитељ, песник, политичар, градоначелник, борац за српски језик.

## Школа данас
Школска зграда се простире на 3.014 м2, а дворишта на око 2500 м2. Школа има 28 учионица, 4 кабинета за техничко образовање, 2 кабинета за информатику и рачунарство, фискултурну салу, две свлачионице, кабинет за наставнике физичког васпитања, две учионице дневног боравка, библиотеку, простор кухиње, простор трпезарије, 4 рaдна простора за стручне сараднике, подстаницу за даљинско грејање.
Школско двориште има пет спортских терена: терен за рукомет и мали фудбал, кошаркашки терен, три одбојкашка терена и јама за скок удаљ. У дворишту су постављене и три тартан атлетске стазе дужине 50 и 60м, као и тартан залетиште за скок удаљ. Поред рукометно-фудбалског терена у дужини од 30м постављене су монтажне трибине.
Рад школе организован је у две смене, са недељном променом.